# Lutz Feldt

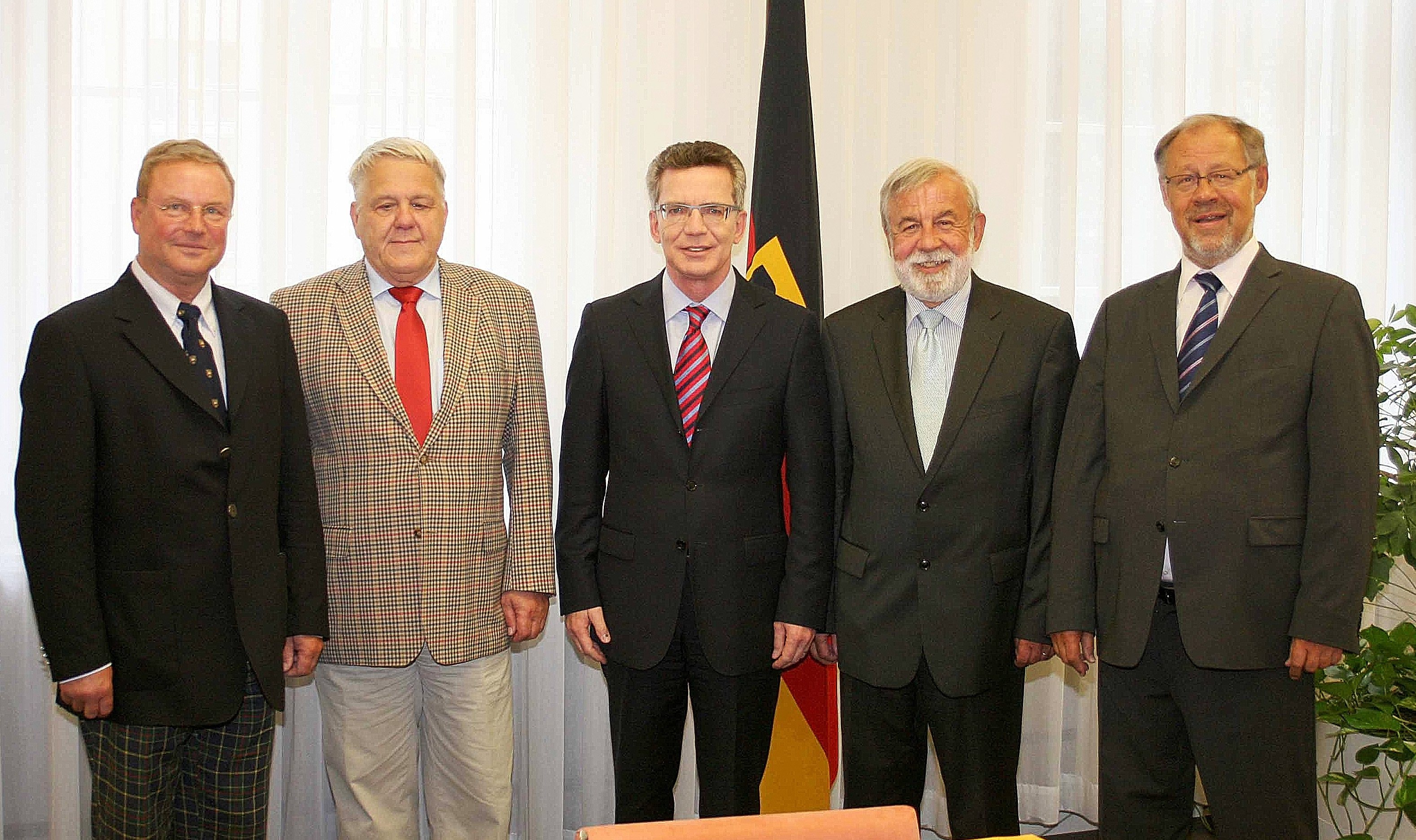
Lutz Feldt (2.v.r.) bei der Übergabe des „Pommerin-Berichts“

Lutz Feldt (* 25. April 1945 in Greifswald) ist ein Vizeadmiral außer Dienst der Deutschen Marine und war von 2003 bis 2006 Inspekteur der Marine.

## Militärische Laufbahn
Beförderungen
- 1968 Leutnant zur See
- 1970 Oberleutnant zur See
- 1973 Kapitänleutnant
- 1981 Korvettenkapitän
- 1984 Fregattenkapitän
- 1989 Kapitän zur See
- 1995 Flottillenadmiral
- 1996 Konteradmiral
- 2000 Vizeadmiral

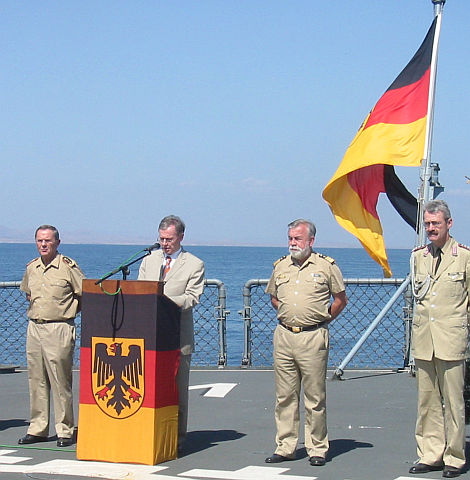
Von links nach rechts: Generalinspekteur Schneiderhan, Bundespräsident Köhler, Vizeadmiral Feldt, deutscher Militärattaché an Bord einer Fregatte

Lutz Feldt trat 1965 als Offizieranwärter der Crew IV 65 in die Bundesmarine ein. Nach Abschluss der Ausbildung wurde er 1968 zum Leutnant zur See befördert. Von 1969 bis 1976 war Feldt Wachoffizier und Kommandant auf verschiedenen Minensuchbooten. 1977 wechselte er in die Zerstörerflottille, wo er als Schiffsoperationsoffizier auf der Fregatte Braunschweig und im Stab des 2. Geleitgeschwaders eingesetzt war. Von 1981 bis 1983 nahm Feldt am 23. Admiralstabslehrgang an der Führungsakademie der Bundeswehr in Hamburg teil und kehrte anschließend als Erster Offizier auf die Fregatte Braunschweig zurück. 1984 folgte eine dreijährige Tätigkeit als Referent und Personalführer im Bundesministerium der Verteidigung im Dienstgrad eines Fregattenkapitäns. 1987/88 war Feldt Kommandant des Zerstörers Hessen. Anschließend war er vom 1. Oktober 1988 bis 28. September 1990 Kommandeur des neu aufgestellten 2. Fregattengeschwaders in Wilhelmshaven und wurde zum Kapitän zur See befördert.
Nach der deutschen Wiedervereinigung ging Feldt 1990 als Referatsleiter in die Außenstelle des Bundesministeriums der Verteidigung nach Strausberg, wo er für Personalangelegenheiten von aus der Nationalen Volksarmee übernommenen Soldaten zuständig war. 1991 wurde er Referatsleiter für personelle Grundsatzangelegenheiten der Marine im Führungsstab der Marine. 1993 wechselte er als Referatsleiter in die Personalabteilung des Ministeriums.
1995 wurde Feldt unter Beförderung zum Flottillenadmiral Kommandeur der Zerstörerflottille in Wilhelmshaven. 1996 wurde er als Konteradmiral Assistant Chief of Staff Operations and Logistics im Hauptquartier Allied Forces Northwestern Europe. 2000 wurde Lutz Feldt zum Befehlshaber der Flotte ernannt und zum Vizeadmiral befördert. Von 2003 bis zum 25. April 2006 war er Inspekteur der Marine. Sein Nachfolger war Vizeadmiral Wolfgang E. Nolting.

## Sonstiges
Von 2007 bis 2012 war Feldt Präsident des Deutschen Maritimen Instituts (DMI).

## Auszeichnungen
- Ehrenkreuz der Bundeswehr in Gold
- Legion of Merit
- General-Heusinger-Preis 1983
- Komtur des Verdienstordens der Republik Polen – 2006[3]